# Bridei IV
Bridei IV, també conegut amb els noms de Bridei mac Derile o Bridei mac Der Ilei (o en la variant Brude del nom), va ser rei dels pictes del 697 al 706.
Bridei mac Derile o Der-Ilei se l'identifica com el fill d'una princesa picta anomenada Der-Ilei i d'un escot del Cinél Comgaill, Dargart mac Finguine, assassinat el 686.
Bridei IV va esdevenir l'únic rei dels pictes després d'haver expulsat del tron al seu predecessor Taran mac Entefidich el 697. La Crònica picta li atribueix un regnat d'onze anys, cosa que fa pensar que els dos primers anys va compartir govern amb Taran.
Sota el seu regne, Beda el Venerable diu que «els Pictes van matar el 698 Bertred fill de Beornheth i duc dels Northumbrians». Aquest conflicte i la mort de «Brectrid fill de Bernith» també es menciona als Annals d'Ulster, als Annals de Tigernach i a la Crònica anglosaxona.
Al rei Bridei mac Deril també se'l coneix per haver subscrit l'estatut anomenat Cain Adamnain o Lex Innocentium sorgit del sínode de Birr del 697. Aquesta llei, signada conjuntament amb els seus contemporanis Eochaid Riananhail, rei dels escots, Fiannamail ua Dúnchado de Dál Riata i la quasi totalitat dels abats i prínceps irlandesos estava destinada a protegir de la violència de la guerra a les dones, infants i als representants de l'Església.
Segons la Vita de Servanus, on es presenta Bridei IV al Book of de Leccan, al Book de Ballymote i al d'Ui Maine com el fill d'Obeth i d'una tal Alma filla d'un rei anònim picte, el rei va provar d'assassinar el sant i aquest el va fer caure malalt i després el va guarir. En reconeixement Bridei li dona terres a Culross, al Fife, perquè hi pogués edificar el seu monestir.
Després de la seva mort, arribada el 706, Bridei mac Derile va ser succeït pel seu germà Nechtan mac Der-Ilei.